# فلورنت سناما پانگولی
فلورنت سناما پانگولی (انگلیسی: Florent Sinama Pongolle؛ زادهٔ ۲۰ اکتبر ۱۹۸۴) بازیکن فوتبال اهل فرانسه است که در پست مهاجم بازی می‌کند. وی در ۱۶ سالگی با لیورپول قرارداد امضا کرد ولی هیچ زمان در تیم دسته اول لیورپول بازی نکرد.
از باشگاه‌هایی که در آن بازی کرده‌است می‌توان به باشگاه فوتبال اسپورتینگ پرتغال، باشگاه فوتبال لو آور، باشگاه فوتبال لیورپول، باشگاه فوتبال رئال ساراگوسا، باشگاه فوتبال روستوف، باشگاه فوتبال سن-اتین، باشگاه فوتبال رکریتیوو اوئلوا، باشگاه فوتبال بلکبرن روورز، باشگاه فوتبال اتلتیکو مادرید، شیکاگو فایر، باشگاه فوتبال لوزان-اسپورت، باشگاه فوتبال داندی یونایتد، باشگاه فوتبال بلکبرن روورز، شیکاگو فایر، باشگاه فوتبال والنسیا، و باشگاه ورزشی لیماسول اشاره کرد.
وی همچنین در تیم‌های ملی فوتبال زیر ۱۷ سال فرانسه زیر ۲۱ سال فرانسه و تیم ملی فوتبال فرانسه بازی کرده‌است.